# کارتر بیز
کارتر بیز (به انگلیسی: Carter Bays) (زاده ۱۲ آگوست ۱۹۷۵) نویسنده سریال‌های تلویزیونی اهل آمریکا می‌باشد.او به خاطر همکاری با کریگ توماس در نویسندگی و تهیه‌کنندگی سریال معروف شبکه سی‌بی‌اس، آشنایی با مادر مشهور شده‌است.او ۷۰ اپیزود از این سریال را نوشته‌است و ۶ بار نامزد دریافت جایزه امی شده است.